# George Cholmondeley, II marchese di Cholmondeley
George Horatio Cholmondeley, II marchese di Cholmondeley (Parigi, 16 gennaio 1792 – Cholomondeley, 8 maggio 1870), è stato un politico e nobile britannico.

## Biografia

### I primi anni
Era il figlio di George Cholmondeley, I marchese di Cholmondeley ed era pertanto un discendente diretto di Sir Robert Walpole, primo Primo Ministro della Gran Bretagna. Sua madre, Georgiana Charlotte Bertie, era figlia secondogenita e coerede di Peregrine Bertie, III duca di Ancaster e Kesteven. Lord George venne educato a Eton College, lasciando gli studi nel 1805.
Prese parte alla cerimonia d'incoronazione di re Giorgio IV del Regno Unito nel 1821 come uno dei primogeniti di pari inglesi che ebbero il compito di sostenere il mantello del sovrano assieme al conte di Surrey, al marchese di Douro, al visconte Cranborne, al conte di Brecknock, al conte di Uxbridge, al conte di Rawdn, al visconte Ingestre ed a lord Conyngham.

### La carriera
Nel 1817, lord Cholmondeley venne eletto deputato alla camera dei comuni per la circoscrizione elettorale di Castle Rising, rimanendo tale sino al 1821 quando, tramite un writ of acceleration, succedette al titolo di barone Newburgh di suo padre.
Nel 1830, il marchese di Cholmondeley venne ammesso nel Consiglio Privato del re e venne inoltre nominato conestabile di Castle Rising tra il 1858 ed il 1870. Fu inoltre Lord Gran Ciambellano del regno e fu il primo di una serie di marchesi della sua famiglia a ricoprire tale incarico onorifico a corte.
Morì nel maggio del 1870, a 78 anni di età e venne succeduto dal fratello minore, Henry.
Nato anglicano, si interessò per un certo periodo al cattolicesimo, ma divenne infine un devoto metodista.

## Matrimonio e figli
Lord Cholmondeley sposò Caroline Campbell, figlia secondogenita di sir Colin Campbell, il 20 ottobre 1812, a Gibilterra. La giovane morì però il 12 ottobre 1815.
L'11 maggio 1830, si risposò con lady Susan Caroline Somerset, figlia quartogenita di Henry Charles Somerset, VI duca di Beaufort. Entrambi i suoi matrimoni non produssero eredi.

## Ascendenza
|                                                   |                                                  |                                              | Genitori                            |  |  | Nonni |  |  | Bisnonni                                       |  |  | Trisnonni                                     |  |
|                                                   |                                                  |                                              |                                     |  |  |       |  |  | George Cholmondeley, III conte di Cholmondeley |  |  | George Cholmondeley, II conte di Cholmondeley |  |
|                                                   |                                                  |                                              |                                     |  |  |       |  |  | George Cholmondeley, III conte di Cholmondeley |  |  | George Cholmondeley, II conte di Cholmondeley |  |
|                                                   |                                                  | Elizabeth van Ruyterburgh                    |                                     |  |  |       |  |  | George Cholmondeley, III conte di Cholmondeley |  |  |                                               |  |
| George Cholmondeley, visconte Malpas              |                                                  |                                              |                                     |  |  |       |  |  | George Cholmondeley, III conte di Cholmondeley |  |  |                                               |  |
|                                                   |                                                  | Lady Mary Walpole                            | Robert Walpole, I conte di Orford   |  |  |       |  |  |                                                |  |  |                                               |  |
|                                                   |                                                  | Lady Mary Walpole                            | Robert Walpole, I conte di Orford   |  |  |       |  |  |                                                |  |  |                                               |  |
|                                                   |                                                  | Lady Mary Walpole                            | Catherine Shorter                   |  |  |       |  |  |                                                |  |  |                                               |  |
| George Cholmondeley, I marchese di Cholmondeley   |                                                  | Lady Mary Walpole                            |                                     |  |  |       |  |  |                                                |  |  |                                               |  |
|                                                   |                                                  | Sir Francis Edwardes, IV baronetto           | Sir Francis Edwardes, III baronetto |  |  |       |  |  |                                                |  |  |                                               |  |
|                                                   |                                                  | Sir Francis Edwardes, IV baronetto           | Sir Francis Edwardes, III baronetto |  |  |       |  |  |                                                |  |  |                                               |  |
|                                                   |                                                  | Sir Francis Edwardes, IV baronetto           | Susan Harvay                        |  |  |       |  |  |                                                |  |  |                                               |  |
| Hester Edwardes                                   |                                                  | Sir Francis Edwardes, IV baronetto           |                                     |  |  |       |  |  |                                                |  |  |                                               |  |
|                                                   |                                                  | Hester Lacon                                 | John Lacon                          |  |  |       |  |  |                                                |  |  |                                               |  |
|                                                   |                                                  | Hester Lacon                                 | John Lacon                          |  |  |       |  |  |                                                |  |  |                                               |  |
|                                                   |                                                  | Hester Lacon                                 | Jane Alport                         |  |  |       |  |  |                                                |  |  |                                               |  |
| George Cholmondeley, II marchese di Cholmondeley  |                                                  | Hester Lacon                                 |                                     |  |  |       |  |  |                                                |  |  |                                               |  |
|                                                   | Peregrine Bertie, II duca di Ancaster e Kesteven | Robert Bertie, I duca di Ancaster e Kesteven |                                     |  |  |       |  |  |                                                |  |  |                                               |  |
|                                                   | Peregrine Bertie, II duca di Ancaster e Kesteven | Robert Bertie, I duca di Ancaster e Kesteven |                                     |  |  |       |  |  |                                                |  |  |                                               |  |
|                                                   | Peregrine Bertie, II duca di Ancaster e Kesteven | Mary Wynn                                    |                                     |  |  |       |  |  |                                                |  |  |                                               |  |
| Peregrine Bertie, III duca di Ancaster e Kesteven | Peregrine Bertie, II duca di Ancaster e Kesteven |                                              |                                     |  |  |       |  |  |                                                |  |  |                                               |  |
|                                                   |                                                  | Jane Brownlow                                | Sir John Brownlow, III baronetto    |  |  |       |  |  |                                                |  |  |                                               |  |
|                                                   |                                                  | Jane Brownlow                                | Sir John Brownlow, III baronetto    |  |  |       |  |  |                                                |  |  |                                               |  |
|                                                   |                                                  | Jane Brownlow                                | Alice Sherard                       |  |  |       |  |  |                                                |  |  |                                               |  |
| Lady Georgiana Charlotte Bertie                   |                                                  | Jane Brownlow                                |                                     |  |  |       |  |  |                                                |  |  |                                               |  |
|                                                   |                                                  | Thomas Panton                                | Thomas Panton                       |  |  |       |  |  |                                                |  |  |                                               |  |
|                                                   |                                                  | Thomas Panton                                | Thomas Panton                       |  |  |       |  |  |                                                |  |  |                                               |  |
|                                                   |                                                  | Thomas Panton                                | Mary Cotton                         |  |  |       |  |  |                                                |  |  |                                               |  |
| Mary Panton                                       |                                                  | Thomas Panton                                |                                     |  |  |       |  |  |                                                |  |  |                                               |  |
|                                                   |                                                  | Priscilla                                    | …                                   |  |  |       |  |  |                                                |  |  |                                               |  |
|                                                   |                                                  | Priscilla                                    | …                                   |  |  |       |  |  |                                                |  |  |                                               |  |
|                                                   |                                                  | Priscilla                                    | …                                   |  |  |       |  |  |                                                |  |  |                                               |  |
|                                                   |                                                  | Priscilla                                    |                                     |  |  |       |  |  |                                                |  |  |                                               |  |